# Edgardo Codesal
Edgardo Codesal Méndez (Montevidéu, 2 de junho de 1951) é um ex-árbitro de futebol mexicano nascido no Uruguai. Apitou a final da Copa de 1990 entre Alemanha Ocidental e Argentina.

## Carreira
Filho do ex-árbitro José María Codesal, que apitara na Copa do Mundo FIFA de 1966, preferiu seguir os passos de seu pai, embora tivesse jogado, na adolescência, como goleiro no Cerro.
Sua estreia foi em 1976, apitando em campeonatos menores do Uruguai, e no ano seguinte já apitava na Primeira Divisão nacional, fazendo seu debut na partida entre Cerro e Huracán. Na época, era chamado de Codesal Jr.
Em 1980, viajou ao México, mantendo contatos com a Federação Mexicana de Futebol para representar o país em competições nacionais e internacionais. Preterido para a Copa de 1986, Codesal esperou até 1990 para apitar um Mundial.
Na Copa realizada na Itália, Codesal apitou três partidas, sendo que a mais famosa foi justamente a decisão entre Alemanha e Argentina. Encerrou sua carreira aos 39 anos, logo após o torneio. Poucos dias após a decisão, o técnico argentino Carlos Bilardo provocou o ex-árbitro, dizendo para "colocar as mãos onde ele mais sabe", referindo-se ao trabalho de Codesal como médico ginecologista.
Durante a Copa do Mundo de 1994, torcedores argentinos penduraram cartazes xingando o ex-árbitro, contestando suas decisões. 
Após encerrar a carreira, passou a ser diretor de arbitragem da CONCACAF, além de ter sido o chefe dos árbitros da Copa do Mundo Feminina de 1999. Atualmente, integra a comissão de arbitragem da FIFA.

## Partidas apitadas por Edgardo Codesal na Copa de 1990
Itália x  Estados Unidos (1ª Fase)
Durante o jogo, marcou um pênalti contra os EUA, mas Gianluca Vialli desperdiçou a cobrança, mandando a bola na trave de Tony Meola. Mesmo assim, a Itália venceu por 1 a 0. 
 Camarões x  Inglaterra (Quartas de Final)
Marcou três pênaltis: no primeiro, Emmanuel Kundé marcou o gol de empate (David Platt havia aberto o placar para a Inglaterra); Gary Lineker converteu os dois pênaltis a favor do English Team, que superou Camarões por 3 a 2.
 Alemanha x  Argentina (Final)
Expulsou Pedro Monzón após este cometer falta violenta em Jürgen Klinsmann. No final do jogo, marca pênalti duvidoso em cima de Rudi Völler, contestado pelos argentinos. Andreas Brehme converteu a cobrança e marcou o gol do título alemão (embora o ex-lateral falasse que não houve falta no lance do pênalti). No final da partida, mostra cartão vermelho a Gustavo Dezotti depois de uma briga com Jürgen Kohler, e, cercado pelos jogadores da Albiceleste, pune Maradona com amarelo. Mais tarde, Codesal admitiu que pensou em expulsar o Pibe de Oro.